# 마흐탄
마흐탄에 대해 설명한다.
발리노르에서 활동한 대장장이 놀도르. 아울레에게서 전수받은 기술을 사용했다고 전해진다. 제자로 페아노르가 있으며 마흐탄의 딸 네르다넬이 페아노르와 혼인하여 7명의 아들을 낳았다.
특이하게도 빨간 머리털을 가졌고 일반적인 요정에게 없는 수염이 늙지 않았음에도 불구하고 있었다고 한다. 붉은 머리는 딸 네르다넬과 손자 마이드로스, 암라스, 암로드에게도 나타났다고 한다.